# Samuel Slater
Samuel Slater (Belper, Derbyshire; 9 de junio de 1768 - Webster, Massachusetts; 21 de abril de 1835) fue uno de los primeros industriales angloamericanos conocido como el "padre de la Revolución Industrial Estadounidense" (una frase acuñada por Andrew Jackson) y el "padre del sistema de fábrica estadounidense". En el Reino Unido, se le llamó "Slater the Traitor" (Traducción: "Slater el traidor") y "Sam the Slate" porque llevó tecnología textil británica a los Estados Unidos. Robó los diseños de maquinaria de fabricación textil como aprendiz de un pionero de la industria británica antes de emigrar a los Estados Unidos a la edad de 21 años. Diseñó las primeras fábricas textiles en los EE. UU. Y luego inició su propio negocio y desarrolló una empresa familiar con sus hijos. Fue dueño de trece hilanderías y desarrolló granjas de arrendatarios y ciudades de la compañía alrededor de sus fábricas textiles, como Slatersville, Rhode Island.

## Primeros años
Samuel Slater nació en Belper, Derbyshire, Inglaterra, hijo de William y Elizabeth Slater, el 9 de junio de 1768, el quinto hijo de una familia de agricultores de ocho hijos. Recibió una educación básica, quizás en una escuela dirigida por Thomas Jackson. A los diez años, comenzó a trabajar en la fábrica de algodón abierta ese año por Jedediah Strutt utilizando el marco de agua iniciado por Richard Arkwright en la cercana Cromford Mill. En 1782, su padre murió y su familia contrató a Samuel como aprendiz de Strutt. Slater fue bien entrenado por Strutt y, a los 21 años, había adquirido un conocimiento profundo de la organización y práctica del hilado de algodón.
Se enteró del interés estadounidense en desarrollar máquinas similares y también conocía la ley británica contra la exportación de diseños. Por lo tanto, memorizó todo lo que pudo y partió hacia Nueva York en 1789. Algunas personas de Belper lo llamaron "Slater el traidor", ya que consideraban que su movimiento era una traición a la ciudad donde muchos se ganaban la vida en los molinos de Strutt.

## Fábricas estadounidenses
En 1789, el líder industrial de Rhode Island, Moses Brown, se mudó a Pawtucket, Rhode Island para operar un molino en sociedad con su yerno William Almy y su primo Smith-Brown. Almy & Brown, como se llamaría a la empresa, estaba ubicada en un antiguo batán cerca de las cataratas Pawtucket del río Blackstone. Planearon fabricar telas para la venta, con hilo para hilar en ruecas, jennies y marcos, utilizando energía hidráulica. En agosto, adquirieron un bastidor de 32 ejes "según el patrón de Arkwright", pero no pudieron operarlo. En este punto, Slater les escribió, ofreciéndoles sus servicios. Slater se dio cuenta de que no se podía hacer nada con la maquinaria tal como estaba y convenció a Brown de su conocimiento. Prometió: "Si no hago una buena historia, como hacen en Inglaterra, no tendré nada por mis servicios, pero arrojaré todo lo que he intentado por el puente". En 1790, firmó un contrato con Brown para replicar los diseños británicos. Su trato proporcionó a Slater los fondos para construir los marcos de agua y la maquinaria asociada, con una participación a medias en su valor de capital y las ganancias derivadas de ellos. En diciembre, el taller estaba operativo con diez a doce trabajadores. En 1791, Slater tenía alguna maquinaria en funcionamiento, a pesar de la escasez de herramientas y mecánicos capacitados. En 1793, Slater y Brown abrieron su primera fábrica en Pawtucket.
Slater conocía el secreto del éxito de Arkwright, es decir, que había que tener en cuenta las distintas longitudes de las fibras, pero también comprendía las máquinas de cardar, dibujar y rover de Arkwright. También tuvo la experiencia de trabajar con todos los elementos como un sistema de producción continuo. Durante la construcción, Slater hizo algunos ajustes a los diseños para adaptarse a las necesidades locales. El resultado fue la primera fábrica textil de hilatura de rodillos accionada por agua con éxito en Estados Unidos.
Después de desarrollar este molino, Slater instituyó los principios de gestión que había aprendido de Strutt y Arkwright para enseñar a los trabajadores a ser mecánicos expertos.
En 1812, Slater construyó el Old Green Mill, más tarde conocido como Cranston Print Works, en East Village en Webster, Massachusetts. Se mudó a Webster debido en parte a la mano de obra disponible, pero también debido a la abundante energía del agua del lago Webster.

## Estilo de gestión
Slater creó el "Sistema de Rhode Island", prácticas de fábrica basadas en patrones de vida familiar en las aldeas de Nueva Inglaterra. Los niños de 7 a 12 años fueron los primeros empleados de la fábrica; Slater los supervisó personalmente de cerca. Los primeros niños trabajadores fueron contratados en 1790. 
En 1798, Samuel Slater se separó de Almy y Brown, formando Samuel Slater & Company en sociedad con su suegro Oziel Wilkinson. Desarrollaron otros molinos en Rhode Island, Massachusetts, Connecticut y New Hampshire. 
En 1799, se unió a él su hermano John Slater de Inglaterra. John era un carretero que había pasado tiempo estudiando los últimos desarrollos ingleses y bien podría haber adquirido experiencia con la mula giratoria. Samuel puso a John Slater a cargo de un gran molino llamado White Mill.
En 1810, Slater tenía parte de la propiedad en tres fábricas en Massachusetts y Rhode Island. En 1823, compró un molino en Connecticut. También construyó fábricas para fabricar la maquinaria de fabricación textil utilizada por muchas de las fábricas de la región y formó una sociedad con su cuñado para producir hierro para su uso en la construcción de maquinaria. Pero Slater se expandió demasiado y fue incapaz de coordinar o integrar sus diferentes intereses comerciales. Se negó a salir de su familia para contratar gerentes y, después de 1829, hizo socios a sus hijos en la nueva firma paraguas de Samuel Slater and Sons. Su hijo Horatio Nelson Slater reorganizó por completo el negocio familiar, introdujo medidas de reducción de costos y abandonó los procedimientos anticuados. Slater & Company se convirtió en una de las empresas manufactureras líderes en los Estados Unidos. Debido a las reglas opresivas y las condiciones de trabajo y un recorte propuesto del 25% en los salarios de las trabajadoras por Slater y los otros propietarios de molinos cerca de Pawtucket, en 1824, esta área fue el lugar de la primera huelga de fábricas en la historia de Estados Unidos. Se inicia así la larga lucha por los derechos humanos entre los trabajadores de las fábricas y los propietarios, que continúa en la actualidad.
Slater también contrató reclutadores para buscar familias dispuestas a trabajar en la fábrica. Hizo publicidad para atraer a más familias a los molinos.

## Industrialización
Para 1800, otros empresarios habían duplicado el éxito de la fábrica de Slater. En 1810, el secretario del Tesoro, Albert Gallatin, informó que Estados Unidos tenía unas 50 fábricas de hilados de algodón, muchas de las cuales se iniciaron en respuesta al embargo de 1807 que cortó las importaciones de Gran Bretaña antes de la guerra de 1812. Esa guerra resultó en una aceleración el proceso de industrialización en Nueva Inglaterra. Al final de la guerra en 1815, había 140 fabricantes de algodón en un radio de 30 millas de Providence, que empleaban a 26.000 manos y operaban 130.000 husos. Se lanzó la industria textil estadounidense.

## Vida personal
En 1791, Slater se casó con Hannah Wilkinson; inventó el hilo de dos capas, convirtiéndose en 1793 en la primera mujer estadounidense en obtener una patente. Samuel y Hannah tuvieron diez hijos juntos, aunque cuatro murieron durante la infancia. Hannah murió en 1812 por complicaciones del parto, dejando a Samuel con seis niños pequeños que criar. Junto con su hermano, Samuel fundó la familia Slater en Estados Unidos.
Slater se casó por segunda vez en 1817 con una viuda, Esther Parkinson. Como su negocio era extremadamente exitoso en ese momento, y como Parkinson también era dueño de la propiedad antes de su matrimonio, la pareja tenía preparado un acuerdo prenupcial. 
Slater murió el 21 de abril de 1835 en Webster, Massachusetts, una ciudad que había fundado en 1832 y que nombró a su amigo el senador Daniel Webster. Al momento de su muerte, poseía 13 molinos y tenía un valor de USD 1,3 millones, el equivalente en 2018 a USD 35 millones.

## Legado y honores
El molino original de Slater sigue en pie, conocido hoy como Slater Mill e incluido en el Registro Nacional de Lugares Históricos. Funciona como un museo dedicado a preservar la historia de Samuel Slater y su contribución a la industria estadounidense. El molino original de Slater en Pawtucket y la ciudad de Slatersville son partes del Parque Histórico Nacional Blackstone River Valley, que fue creado para preservar e interpretar la historia del desarrollo industrial de la región.
Sus trabajos se encuentran en la Biblioteca Baker de la Escuela de Negocios de Harvard.